# Балдыберек
Балдыбере́к (каз. Балдыберек, до 1992 г. — Красный Боец) — село в Толебийском районе Туркестанской области Казахстана. Административный центр Каратобинского сельского округа. Код КАТО — 515853100.

## Население
В 1999 году население села составляло 656 человек (345 мужчин и 311 женщин). По данным переписи 2009 года в селе проживал 841 человек (438 мужчин и 403 женщины).